# Максимов, Александр Александрович (футболист)
Алекса́ндр Алекса́ндрович Макси́мов (укр. Олександр Олександрович Максимов; 13 февраля 1985, Запорожье, СССР) — украинский футболист, полузащитник.

## Карьера
Воспитанник ДЮСШ «Металлург» Запорожье (тренер Шаповалов В. П.).
Выступал за юношескую сборную Украины до 17 лет и молодёжную сборную до 21 года. За сборную Украины сыграл в 1 товарищеском матче — 15 октября 2005 года вышел на 65-й минуте вместо Анатолия Тимощука в матче со сборной Японии.

## Достижения
- Серебряный призёр молодёжного чемпионата Европы: 2006